# Casinoweiher

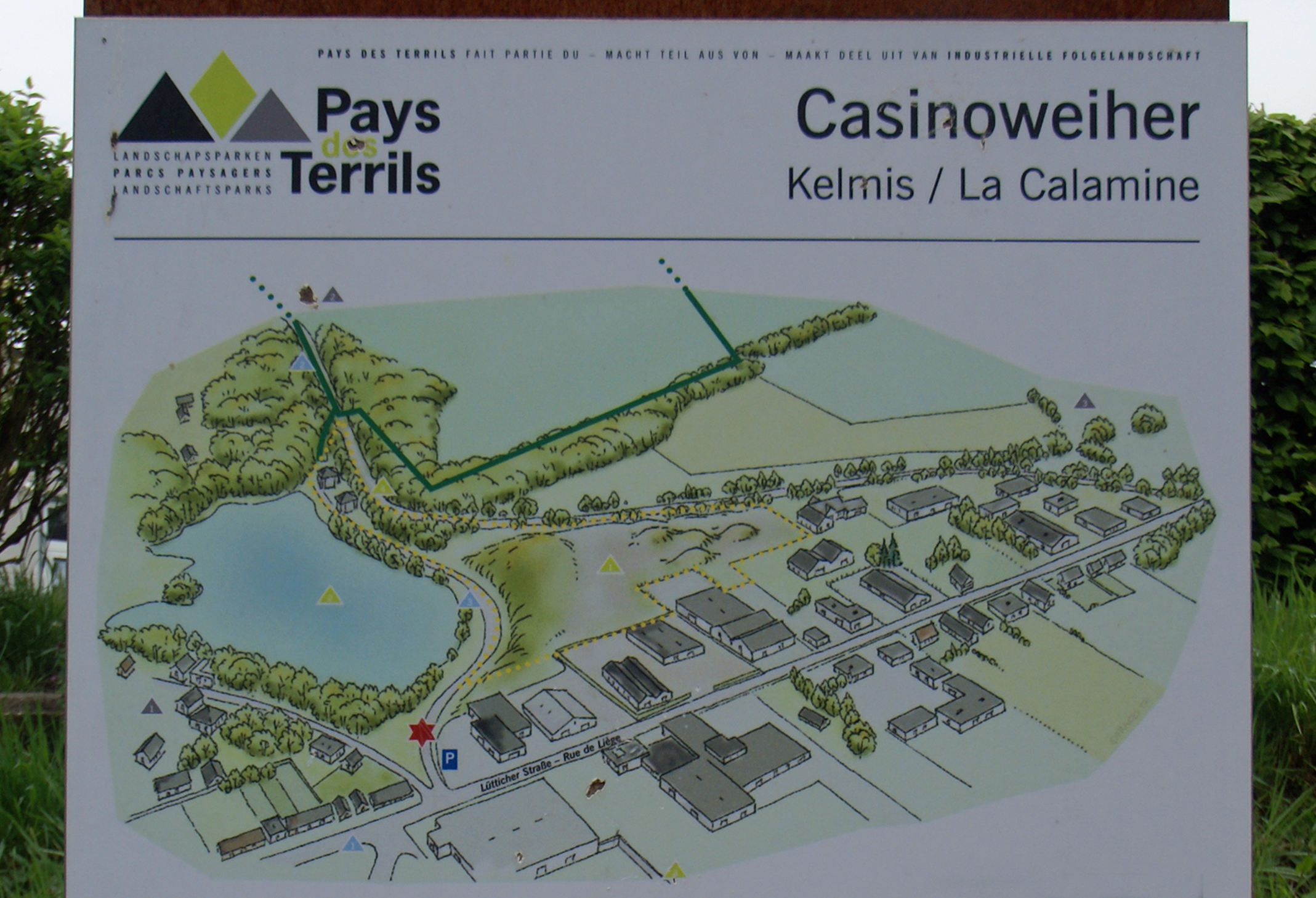
Mapa de la reserva natural del llac i dels munts d'escòries

El Casinoweiher és un petit llac als nuclis de Neu-Moresnet i Hergenrath del municipi de Kelmis.
El 1861, la companyia minera de S.A. des Mines et Fonderies de zinc de la Vieille Montagne va construir una presa de 300 metres de terra al Tüljebach, tot just abans de la seva embocadura al Geul per a crear una reserva d'aigua per a llavar la smithsonita, de la qual extreia el zinc. Tot i que el primer esment d'activitats mineres al lloc dit Altenberg (alemany per a Munt vell) data del 1344, l'explotació industrial va començar el 1837. La mina va exhaurir-se el 1884 i l'espai va estar abandonat.
A poc a poc, la natura va reconquerir el lloc i tota una flora de plantes que estimen un terra ric en metalls pesants va desenvolupar-se. El pantà i els munts d'escòries estan llistats com a reserva natural i fan part de la xarxa Natura 2000.

## Galeria

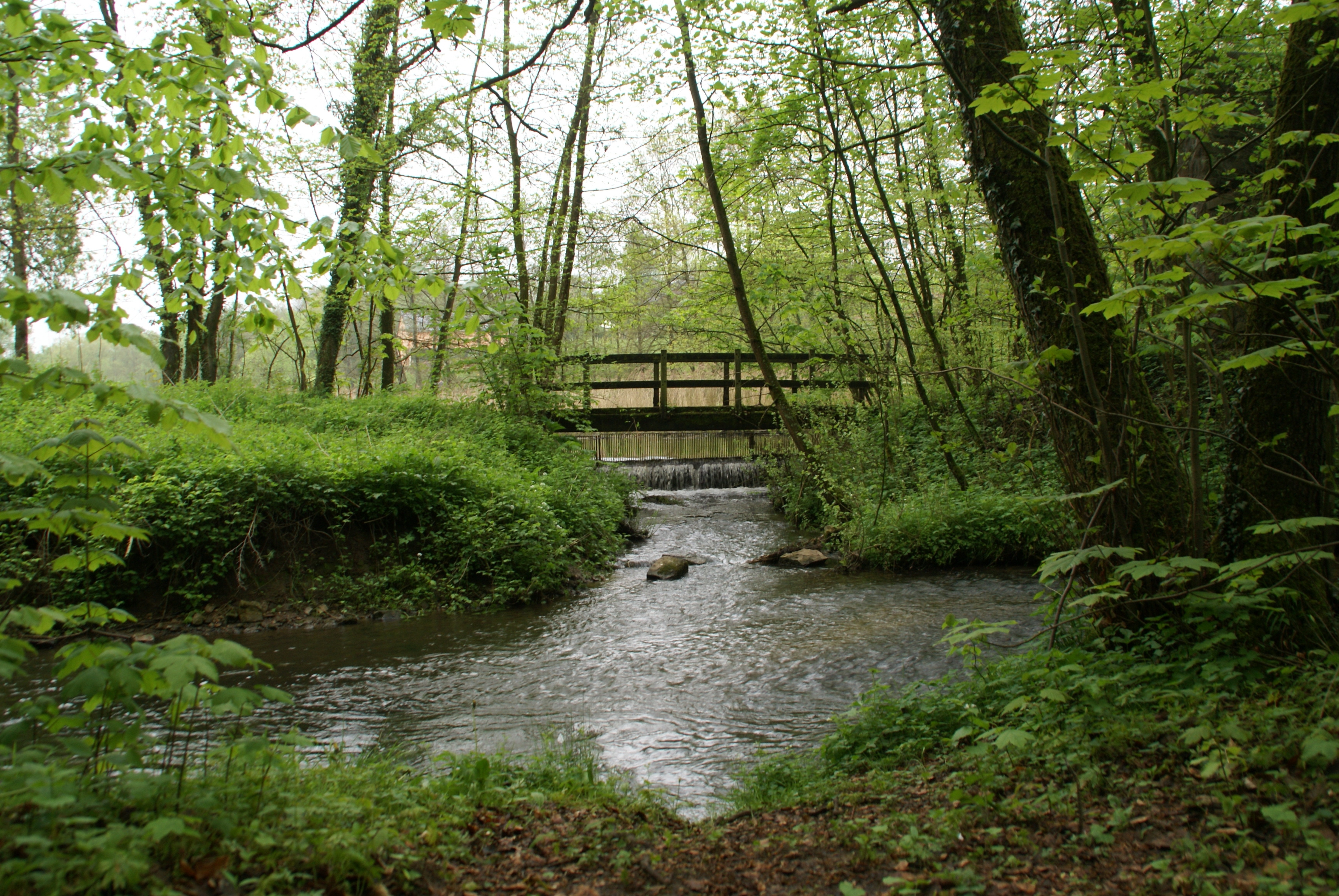
Conflent del Tüljebach i del Geul a la sortida del Casinoweiher
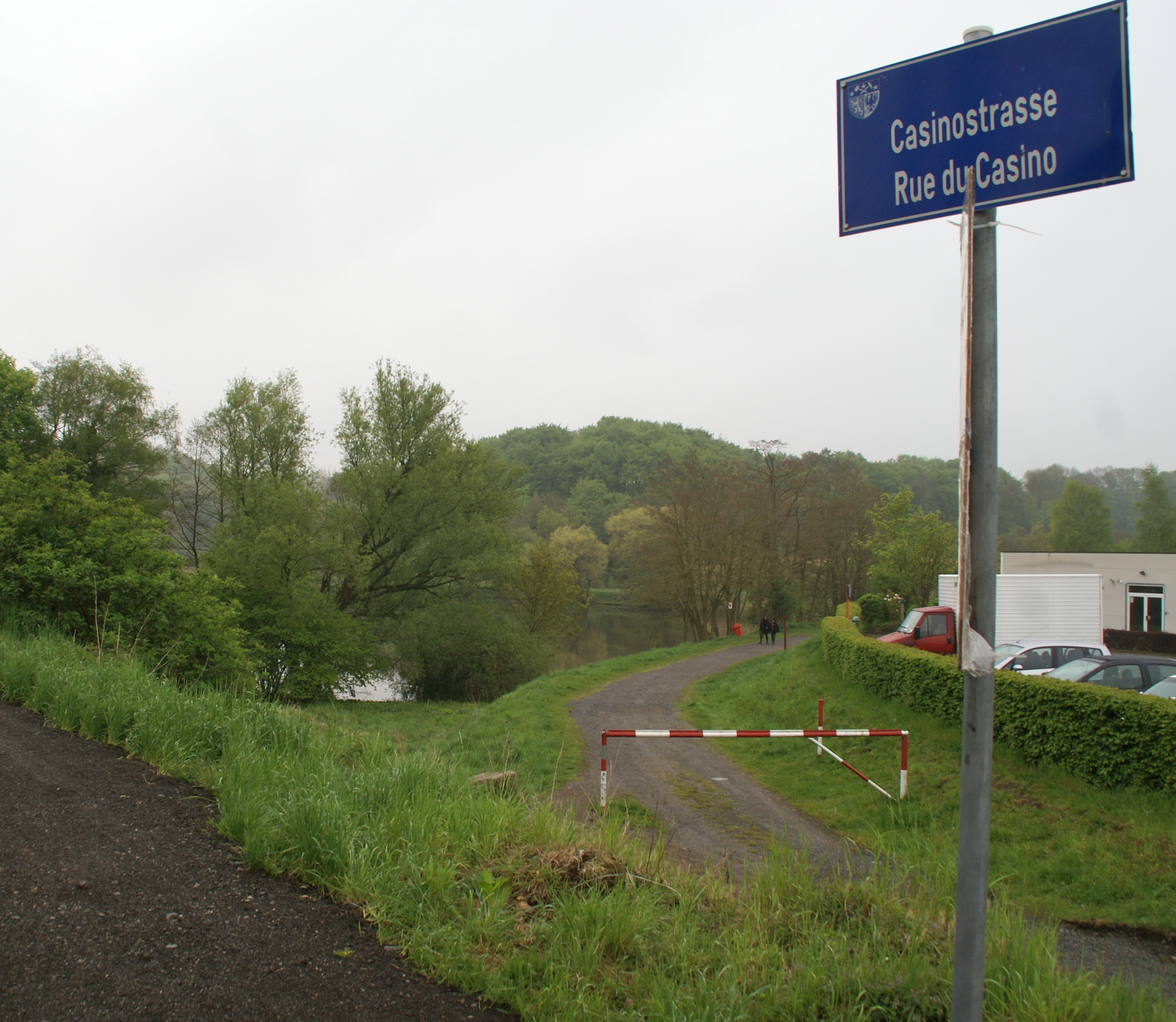
Entrada de la reserva natural al carrer Casinostrasse
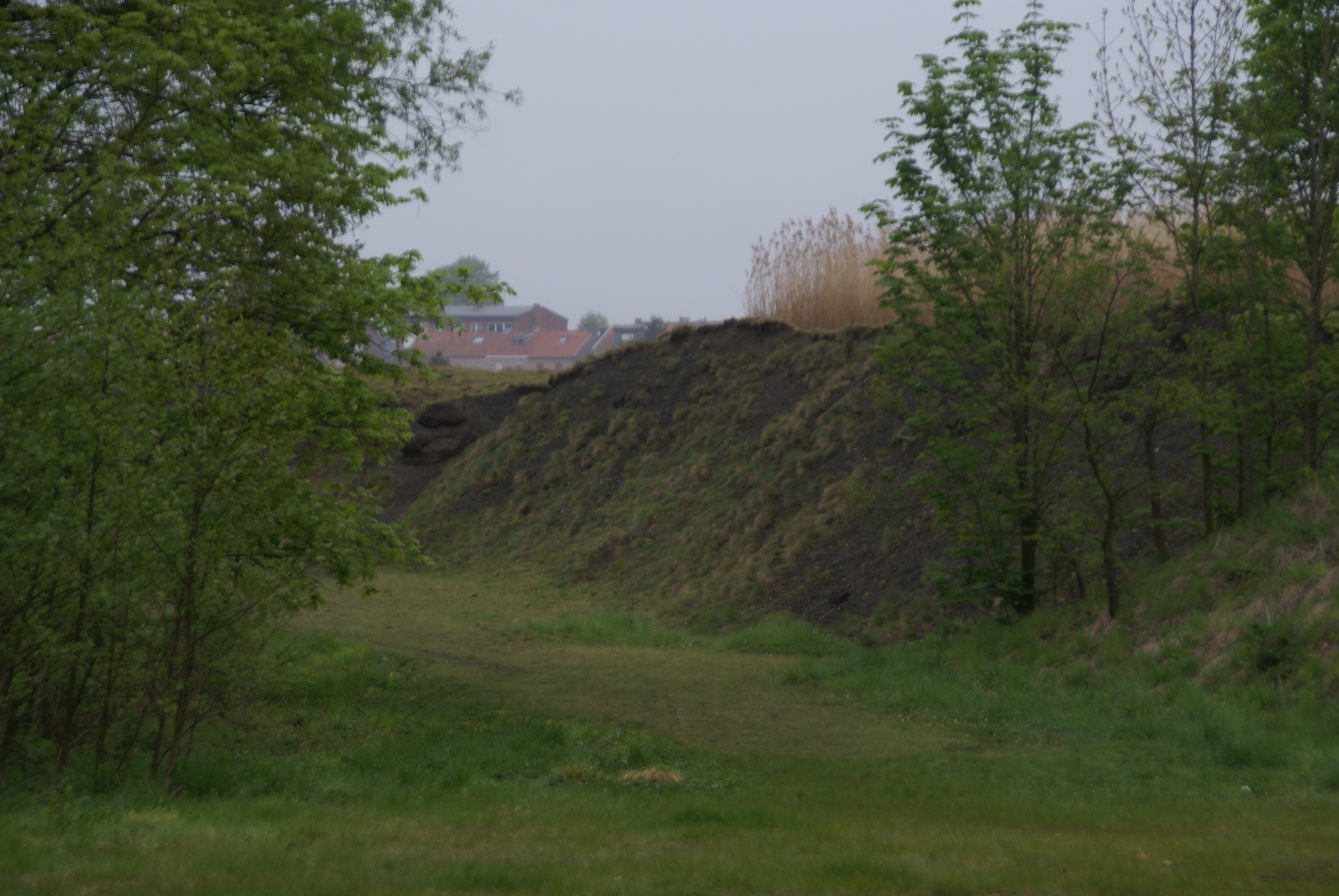
Munts d'escòries
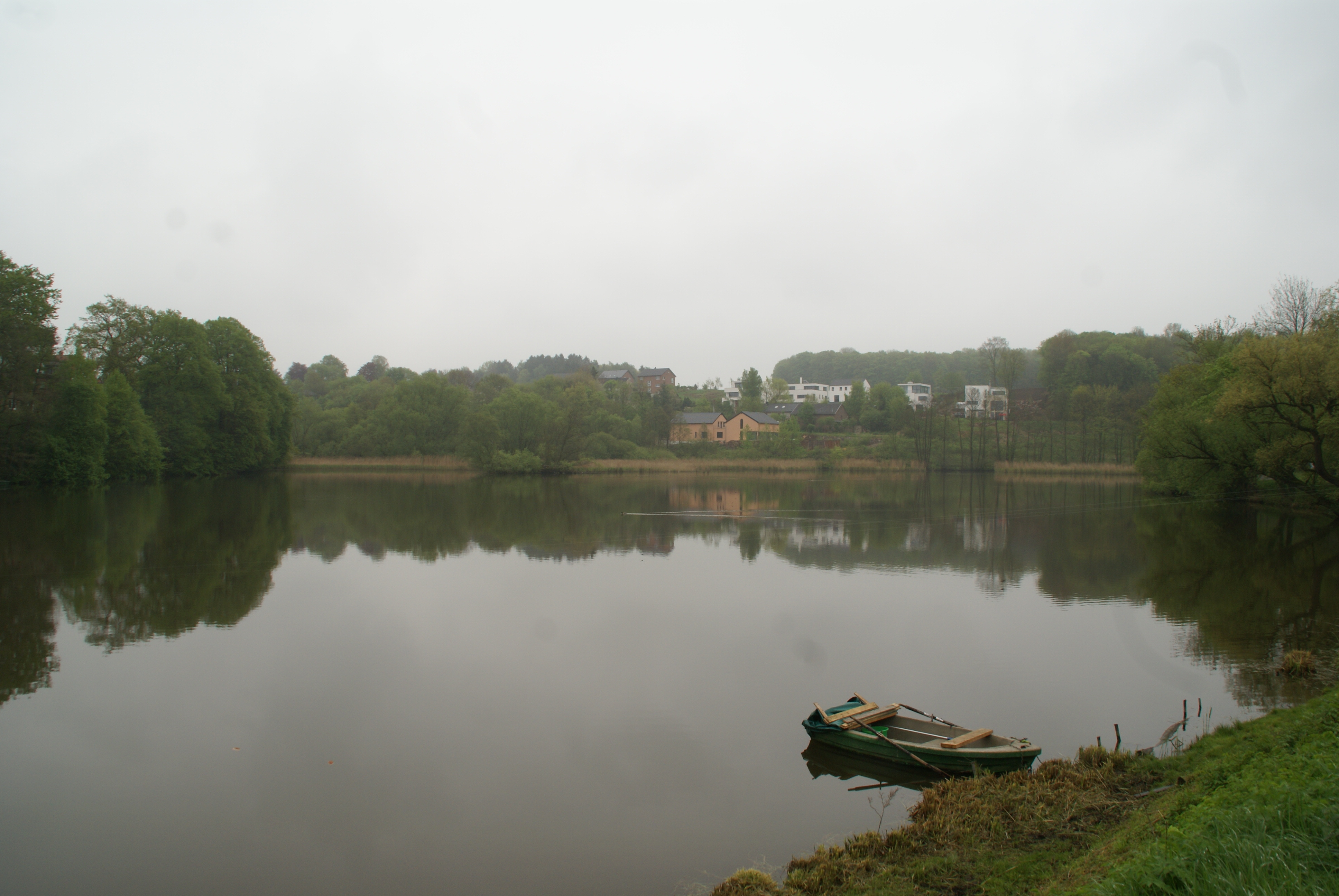
Panorama